# Potaninia
Potaninia là một chi thực vật có hoa trong họ Hoa hồng.

## Hình ảnh

- Tập tin:Potaninia stamps Mongolia 1979.jpg